# Amtsgericht Spangenberg
Das Amtsgericht Spangenberg (bis 1867 Justizamt Spangenberg) war ein von 1822 bis 1943, als Zweigstelle bis 1970, bestehendes Gericht der ordentlichen Gerichtsbarkeit mit Sitz in der nordhessischen Stadt Spangenberg.

## Geschichte
Mit Inkrafttreten des kurhessischen Organisations-Edikts am 1. Januar 1822 wurden Justiz und Verwaltung im Kurfürstentum Hessen getrennt. Dabei verlor das bisherige Amt Spangenberg seine administrativen Funktionen an den neu gebildeten Kreis Melsungen und diente als Justizamt Spangenberg nur noch der Rechtsprechung. Der im Vergleich zum vorhergehenden Amt erheblich verkleinerte Bezirk des Justizamts Spangenberg umfasste die damaligen Gemeinden Spangenberg, Altmorschen, Bergheim, Bischofferode, Elbersdorf, Eubach, Günsterode, Heina, Heinebach, Herlefeld, Konnefeld, Landefeld, Metzebach, Mörshausen, Nausis, Neumorschen, Pfieffe, Schnellrode, Stolzhausen, Vockerode, Weidelbach und Wichte. Infolge der Annexion Kurhessens durch das Königreich Preußen nach dem Deutschen Krieg 1866 erging im Juni 1867 eine königliche Verordnung, die die Gerichtsverfassung im vormaligen Kurfürstentum Hessen und den vormals zum Königreich Bayern zählenden Gebietsteilen neu ordnete. Die bisherigen Gerichtsbehörden wurden aufgehoben und durch Amtsgerichte in erster, Kreisgerichte in zweiter und ein Appellationsgericht in dritter Instanz ersetzt. Infolgedessen wurde das bisherige Justizamt in das Amtsgericht Spangenberg umgewandelt und dem Sprengel des Kreisgerichts Rotenburg zugeteilt. Aufgrund des Gerichtsverfassungsgesetzes kam es mit Wirkung vom 1. Oktober 1879 zum Wechsel in den Bezirk des neu errichteten Landgerichts Kassel, der Bezirk des Amtsgerichts Spangenberg selbst änderte sich jedoch nicht.
Durch die Aufhebung des Amtsgerichts Bischhausen am 30. September 1932 vergrößerte sich der Amtsgerichtsbezirk Spangenberg noch um die Orte Burghofen, Friemen, Gehau, Hetzerode, Mäckelsdorf und Schemmern. Im Jahre 1943 verlor das Amtsgericht Spangenberg seine Selbständigkeit und wurde zur Zweigstelle des Amtsgerichts Melsungen. Nachdem am 1. Juli 1957 die Orte Burghofen, Friemen, Hetzerode, Mäckelsdorf nebst Schemmern sowie am 1. Juli 1968 der Ort Gehau an das Amtsgericht Eschwege abgegeben worden waren, erfolgte mit Wirkung vom 1. Juli 1970 die Aufhebung dieser Zweigstelle.